# Gateway to Europe - Copenhagen Airport
Gateway to Europe - Copenhagen Airport er en dansk virksomhedsfilm fra 1985, der er instrueret af Lars von Trier.

## Handling
Filmen er er reklameportræt af Københavns Lufthavn i Kastrup, der via en historie om syv forsvundne hundehvalpe demonstrerer lufthavnens faciliteter.